# Elsa Benham
Elsa Benham (20 de novembro de 1908 - 20 de abril de 1995) foi uma dançarina e atriz estadunidense da era do cinema mudo que atuou em 10 filmes entre 1924 e 1928.

## Biografia
Benham nasceu em St. Louis, Missouri, e foi descoberta pelo diretor cinematográfico James Cruze quando era membro do Kosloff Ballet e apresentou-se em Hollywood em 1924. Cruze lhe deu uma pequena ponta num filme que estava fazendo, e sua carreira cinematográfica começou através de papéis secundários em filmes como Dick Turpin (1925), ao lado de Tom Mix, e The Phantom of the Opera, ao lado de Mary Philbin e Lon Chaney Sr..
Em 1925 Benham venceu um concurso de popularidade, conduzido pela West Hollywood Business Men's Association, e foi premiada com um anel de diamantes. A imprensa a comparou, na época, com a atriz Barbara La Marr, embora Benham fosse muitos anos mais jovem.
Benham teve uma carreira cinematográfica muito breve, e em geral atuou em Westerns. Entre seus filmes destacam-se Fighting With Buffalo Bill (1925), Speeding Hoofs (1927) e Code of the Cow Country (1927). Seu último filme foi The Air Patrol, em 1928.

## Vida pessoal e morte
Foi casada duas vezes, a primeira com Sheldon William Cobourn, com quem teve 1 filho, e a segunda com Kenneth D. Neff.
Faleceu aos 86 anos, em 20 de abril de 1995, em Irving, Texas.

## Filmografia
- Rough Ridin' (1924)
- The Phantom of the Opera (1925)
- Fighting With Buffalo Bill (1926)
- In Broncho Land (1926)
- The Iron Rider (1926)
- Speeding Hoofs (1927)
- The Two Fister (curta-metragem) (1927)
- Menace of the Mounted (curta-metragem) (1927)
- Western Courage (1927)
- Code of the Cow Country (1927)
- The Air Patrol (1928)